# Блънт (окръг, Тенеси)
Окръг Блънт (на английски: Blount County) е окръг в щата Тенеси, Съединени американски щати. Площта му е 1469 km², а населението – 105 823 души (2000). Административен център е град Меривил.